# Jajáti

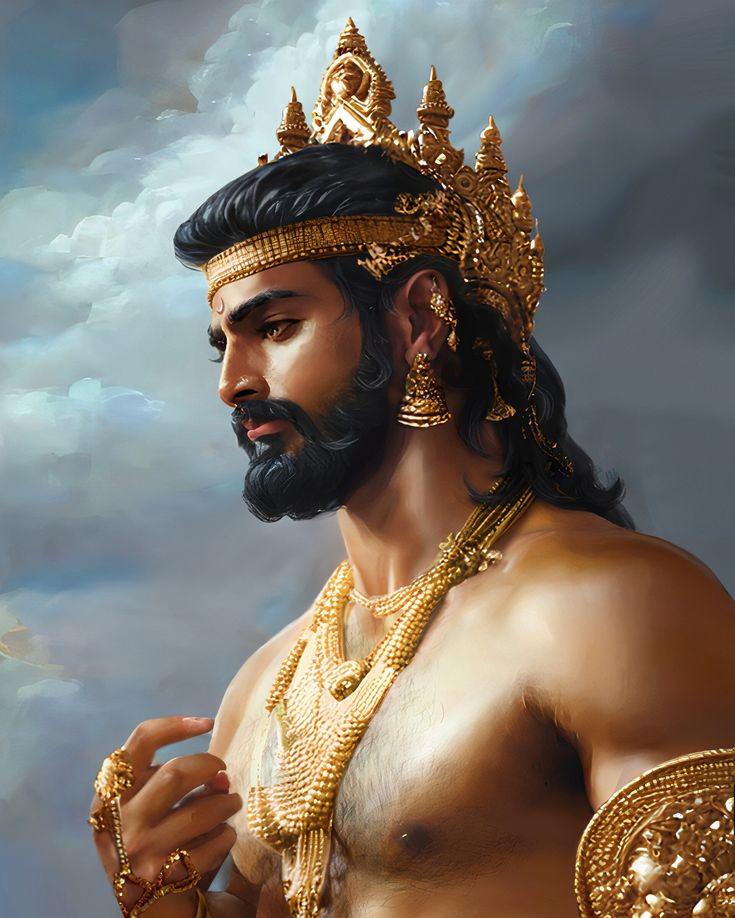
Král Jajáti na svém trůně

Jajáti je mytický indický král, syn Nahušy, bratr Ajátiho a člen Čandramavši „lunární dynastie“, potomků boha měsíce Čandry. Jména jeho synů jsou Jadu, Puru, Druhju, Turvasu a Anu, a společně s nimi byl řazen mezi rádžaršie „krále-mudrce“. Jadu byl navíc předkem rodu Jádavů a Puru Púrovců. Jajáti vystupuje v první a páté knize Mahábháraty a mnoha lidových příbězích.
Jeho manželkou byla Dévajání, dcera Šukračarji, s kterou zplodil Jadua a Turvasua. Ostatní syny však zplodil s Šarmisthou, její služkou. Za tuto nevěru byl  Šukračarjou proklet předčasným stářím a vetchostí. První čtyři synové odmítli vzít na sebe kletbu a byli posláni do vyhnanství, pátý, Puru, ale poslechl. O tisíc let později Jajáti odešel do lesů s Devajání i Šarmišthou, a navrátil Puruovi, který se stal králem, své mládí. Jajáti měl také ctnostnou a krásnou dceru jménem Mádhaví, kterou daroval asketovi Gálavovi, který se pro svého učitele snažil získat osm set vzácných hřebců. Během následné výpravy dívka porodila čtyři syny.
Jajáti žil mnoho tisíc let a po smrti odešel do nebe kde přebýval po další tisíciletí, jako v životě kraloval šťastnému království tak kraluje šťastnému zásvětí po smrti. Přišel však na něj záchvat pýchy, který vedl k jeho pádu a vykázání Indrou z nebes. Poté se zřítil na místo kde právě prováděli jeho čtyři vnuci oběť vádžapéja a v té chvíli se objevila i laň, ve skutečnosti Mádhaví, a Gálava. Všichni zúčastnění pak předali králi padlému z nebes část svých ctností: bohatství, statečnost, úctu k bohům a pravdu, a navrátili jej tak na nebesa.

## Hypotézy
Jaan Puhvel přirovnává Jajátiho k mytickému králi Vasuovi Uparičarovi, o jehož pádu se také vyprávělo, a obě tyto postavy spojuje s králem zemřelých Jamou, potažmo praindoíránským *Jamou, jehož dalším dědicem je íránský mytický král Jima. Zároveň ho přirovnává k irskému mytickému králi Eochaidovi Feidlechovi.

Georges Dumézil chápal Jajátiho jako prvotního krále, který rozděluje svým synům a vnukům ctnosti náležející jednotlivým indoevropským funkcím a království na všech čtyřech světových stranách a centru světa. Například ctnosti Jajátiho vnuků lze spojit následovně: štědrost s funkcí třetí, hrdinství s druhou a pozice obětníka s první. Čtvrtý z vnuků pak vyniká oddaností pravdě (satja) a řádu (rta). Ctnost posledního z vnuků Dumézil chápal jako nenáležející žádné konkrétní funkci a J. A. B. van Buitenen jako ctnost která všechny funkce sjednocuje. Tento soubor ctností je pak velmi blízký ctnostem spojovaným s třídami Platónova ideálního státu: střídmostí, odvahou a moudrostí doplněnou o spravedlnost společnou všem. Emily Lyle považuje pravdu a řád za ctnost vlastní celku reprezentovaného transfunkcionální bohyní a domnívá se že zatímco první tři vnukové získali své ctnosti od svých otců tak čtvrtý vnuk přímo od své matky, zastupující symbolicky bohyni. Co se Jajátiho synů týče tak první čtyři spojuje se světovými směry, zatímco Puru, který nastupuje na trůn je spojen se středem a syntézou funkcí.